# Perincit
Perincit is een bestuurslaag in het regentschap Siak van de provincie Riau, Indonesië. Perincit telt 505 inwoners (volkstelling 2010).